# 2022 BX1
2022 BX1とは、直径約200メートルの潜在的に危険な小惑星であり、2022年1月25日に発見された。発見時、地球から0.36天文単位 (54,000,000 km)離れていた。2022年1月29日、22日間の観測弧で、2061年7月11日21:22（UTC）に地球に影響を与える可能性はトリノスケール1と判断された。名目上の接近は2061年6月5日に発生すると予想されている。
| 観測弧 （日数） | JPL Horizons 地球の中心からの距離 （au） | 不確実性領域（3シグマ） | 影響確率 （1インチ） | トリノスケール |
| --------------- | ---------------------------------------- | ----------------------- | -------------------- | -------------- |
| 19.9            | n/a                                      | n/a                     | 47000                | 0              |
| 22.0            | 0.09天文単位 (13×106 km)                 | ±6200万km               | 7700                 | 1              |
| 23.9            | 0.17天文単位 (25×106 km)                 | ±6100万km               | 22000                | 0              |
| 24.1            | 0.27天文単位 (40×106 km)                 | ±6100万km               | 77000                | 0              |
| 26.5            | 0.20天文単位 (30×106 km)                 | ±3700万km               | 480000               | 0              |

2022年の地球への最も近い接近は、2022年3月13日に約770万kmの距離で発生する。2022年4月25日に近日点（太陽に最も近くなる場所）に到達する。